# Aradia
Aradia (...) è una figura del folklore europeo, una figura mitica divenuta maggiormente nota per il lavoro di studio del folclorista statunitense Charles Godfrey Leland in Aradia, o il Vangelo delle Streghe (1899). Aradia è presentata in tale testo come la figlia messianica della dea Diana, venuta sulla Terra per insegnare ai poveri e agli oppressi la stregoneria, come mezzo di resistenza sociale, la cui grafia viene data in vari modi innanzitutto come Rorada o Rosada, cioè rugiada, essendo legata alla notte e alla luna piena ma comunque intesa come personificata in una dea.
Aradia è divenuta una figura importante  nella wicca, nella stregheria e in altre forme di neopaganesimo.

## Origini del nome Aradia
A tutt'oggi non ci sono testimonianze in forma scritta del nome Aradia prima della pubblicazione del testo di Leland, esso però deriva molto probabilmente dal nome biblico di Erodiade. Abbiamo comunque testimonianze di nomi simili, ad esempio quelli della figura correlata alla Berchta-Befana sul tipo di Erodiade chiamata Aredodesa, Bedodese, Redosa, Redosola, ecc. molto presente nel folklore dell'alta Italia
Leland non identifica però Aradia con Erodiade:
Nella storia dei processi alle streghe ricorre infatti quest'assimilazione: Diana è spesso affiancata alla figura di Erodiade, come nel processo di Milano del 1390 contro Sibillia e Pierina 
Piperno e altri scrittori ipotizzano una identificazione di Erodiade con Lilith.
Carlo Ginzburg, scrittore e saggista che nel libro "Storia notturna" si è occupato anche del fenomeno stregonesco popolare da un punto di vista storico e antropologico, fa derivare il nome "Aradia" dall'unione dei nomi Hera e Diana, entrambe sopravvissute all'avvento del Cristianesimo ed unite in una figura composita e sincretica, di nome Heradiana o Herodiana.
Lo storico Ronald Hutton, in The Triumph of the Moon, suggerisce che quest'identificazione con Erodiade fu ispirata dall'opera di Jules Michelet Satanism and Witchcraft.
L'antropologa Sabina Magliocco, d'altra parte, preferisce considerare la connessione tra l'Erodiade italiana (Herodias), il culto di Erodiade e Aradia.
Recentemente c'è chi ha avanzato l'ipotesi di Aradia come nome composto, di origine etrusca, atto ad indicare un ruolo o un titolo sacerdotale. Dalla radice Ar fuoco (il fuoco divino della conoscenza, riservata agli iniziati) e da Dia nome di un'antichissima divinità italica della vegetazione riconducibile a Diana. Aradia, quindi, potrebbe significare Sacerdotessa di Diana o Grande Sacerdotessa
Altre ipotesi interessanti sull'origine del nome sono riportate nell'introduzione di Pier Luca Pierini R. al volume "Il Segreto della Magia di Aradia e il Vangelo delle Streghe" (1994) e nella versione di "Aradia" curata per Olschki Editore da Lorenza Menegoni (1999).

## Aradia in Leland

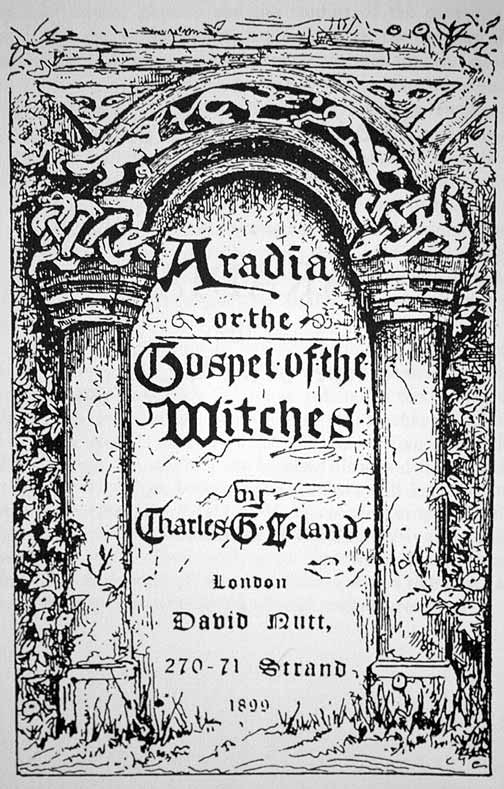
Frontespizio di Aradia, or the Gospel of the Witches.

Charles Godfrey Leland (1824-1903), scrittore, giornalista e folclorista americano, affermò che la maggior parte del suo libro si basava su un manoscritto ricevuto da una donna di nome Maddalena, che riportava nel dettaglio le credenze di una tradizione sconosciuta di stregoneria religiosa toscana.
Avrebbe ricevuto il manoscritto nel 1886, durante un soggiorno in Italia. Alcuni sostengono che la donna in questione fosse Margherita Zaleni, una chiromante, che avrebbe iniziato lo stesso Leland alla stregoneria.
Aradia, o il Vangelo delle Streghe comincia con la nascita di Aradia da Diana e dal fratello di questa, Lucifero, descritto come "il dio del sole e della luna, il dio della luce (splendor), tanto orgoglioso della sua bellezza, che per il suo orgoglio fu scacciato dal paradiso. 
Il discorso si sposta poi sulla situazione di oppressione sociale dei poveri dell'epoca che per sfuggire alla schiavitù dei ricchi e dei potenti spesso si trasformavano in briganti e assassini. Aradia viene quindi inviata in loro soccorso come maestra di arti stregonesche e protettrice
È vero che tu sei uno spirito,/
'Ma sei nata per essere ancora
/Mortale, e tu devi andare 
/Sulla Terra a fare da maestra
/A donne e uomini che avranno 
/Volontà d'imparare alla tua scuola
/Che sarà fatta di stregonerie.
/Non devi essere come figlia di Caino 
/E della razza di quelli che son divenuti, 
/Scellerati e infami a causa dei maltrattamenti, 
/Come Giudei e Zingari, 
/Tutti ladri e briganti, 
/Tu non diventerai…
/Tu sarai (sempre) la prima strega…»
La resistenza sociale si esprime quindi anche nell'opposizione alla religione dei potenti, vista anch'essa come strumento d'oppressione:
"Dovete credere nel Padre, nel Figlio
/e in Maria", rispondetegli sempre:
/Il vostro Dio Padre, suo Figlio e Maria 
/Sono tre diavoli…
/Il vero Dio Padre non è il vostro Dio 
/Ed io sono venuta 
/Per distruggere i malvagi 
/E li distruggerò…»
Il testo si presenta quindi come un vero e proprio vangelo, inverso nel genere (la divinità è donna, come il suo inviato messianico) e nei mezzi di salvezza (uccisione dei potenti, maledizioni, fatture..), ma ricalcato nella forma sulla tradizione orale dei testi del Nuovo Testamento. Così Aradia assicura il riscatto ultraterreno ai poveri e agli oppressi
E chi vi ha fatto torto conoscerà invece il dolore…»
e una volta compiuta la sua missione, ritorna alla madre Diana, ma promette ai suoi discepoli di continuare a soccorrerli, insegnado loro un rituale da svolgersi nelle notti di luna piena, per adorare lo spirito di Diana e continuare ad apprendere la stregoneria.
/Di qualsiasi cosa avrete bisogno, 
/Una volta al mese, 
/Quando la luna è piena… 
/Venite in luogo deserto, 
/Nella selva, tutte insieme, 
/E adorate lo spirito onnipotente 
/Di mia madre Diana, e a colei che voglia
/Apprendere la stregoneria,
/Mia madre le insegnerà ogni suo segreto»
Il testo presenta poi essenzialmente una raccolta di invocazioni, leggende e testi di incantesimi, forse frammenti di una saggezza popolare femminile, mantenuta in vita attraverso i secoli.

## Aradia nel Neopaganesimo
L'opera di Leland ha costituito un importante punto di riferimento nella stesura dei testi originali della Wicca. Alcune tradizioni wiccan usano il nome di "Aradia" per indicare la Dea o la "Regina delle Streghe". 
L'Incarico della Dea, un importante testo sacro della pratica wiccan, si ispira al discorso attribuito ad Aradia nel primo capitolo del libro, così come anche altre formule rituali sono liberamente ispirate a vari passi dello stesso. Aradia è stata da allora genuinamente adottata come divinità, ispiratrice e protettrice della stregoneria, in molti pantheon wiccani.

### L'Aradia de Toscano di Grimassi
Aradia è una figura molto importante nella corrente di Raven Grimassi, che egli ha voluto chiamare con il nome di Stregheria (alcuni aderenti alla quale preferiscono non essere classificati come "neopagani"). Grimassi è un italo americano autore di numerosi libri sull'argomento, la presenta sia come un'antica dea, sia come "nome assunto" dalla fondatrice della sua religione, che egli definisce arbitrariamente come "la Vecchia Religione italiana".
Nel 1981 Grimassi pubblicò un opuscolo dal titolo The Book of the Holy Strega per la Nemi Enterprises. Il libro descriveva le pratiche e gli insegnamenti della Stregheria e ne indicava Aradia quale fondatrice. In seguito, nel 1995, in Ways of the Strega sostenne che Leland aveva pubblicato una versione distorta della storia, e che una donna di nome Aradia de Toscano era davvero esistita.
Il nome richiama le presunte origini geografiche del personaggio, che, secondo Grimassi, rappresenta la fonte storica della figura mitologica apparsa in Aradia, o il Vangelo delle Streghe di Leland nel XIX secolo.
Secondo Grimassi, Aradia, da lui chiamata anche "La Bella Pellegrina", era una donna toscana nata a Volterra nel 1313. Istruita nella stregoneria da sua zia, usava il suo potere per "sfidare l'ordine esistente". Secondo questa storia reclutò discepoli dalla regione del Lago di Nemi, e furono questi seguaci (chiamati "The Triad Clans") a tramandare la religione della Stregheria, di cui Grimassi insegna una versione da lui chiamata "Aridian Tradition".
Pur rigettando gran parte del sistema di credenze di Grimassi, alcuni hanno provato a verificare indipendentemente delle parti di questa storia. Sabina Magliocco osserva che è possibile che una donna del XIV secolo abbia assunto il nome di Aradia, come variante di Erodiade (anticamente Herodias), la malvagia figura biblica, divenuta una strega mitologica e forse una divinità. L'esistenza di un culto medievale di Erodiade tra le streghe è comunque oggetto di discussione. Magliocco commenta che "l'esistenza di ostensioni in concomitanza con queste leggende potrebbe anche significare che quanto afferma Grimassi sulla storicità di Aradia non sia totalmente fuori questione. Una guaritrice che faceva parte di una congrega poteva interpretare il ruolo o perfino assumere il nome di Erodiade".

### Altre versioni
Anche Aidan Kelly, cofondatore del New Reformed Orthodox Order of the Golden Dawn, ha sostenuto la storicità di Aradia, sebbene la sua concezione differisca in modo significativo da quella di Grimassi.
Nel 1992 Kelly diffuse un documento dal titolo Il Vangelo di Diana (un riferimento al Vangelo di Leland). Il testo contiene una lista di madri e figlie sacerdotesse che avevano insegnato la stregoneria attraverso i secoli. Al posto della dea Diana e della sua messianica figlia, Aradia, Kelly descrive normali esseri umani. I nomi delle sacerdotesse si alternavano tra Diana e Aradia. Magliocco descrive l'Aradia di Kelly come un personaggio "spiccatamente erotico, secondo i cui insegnamenti l'atto sessuale diviene non solo espressione della forza divina, ma un atto di resistenza contro tutte le forme d'oppressione e fulcro del rituale". La Magliocco nota anche che il testo di Kelly non ha avuto grande diffusione nell'ambiente neopagano.

## Diffusione
Nonostante il testo si riferisca a manoscritti italiani, esso ha trovato diffusione soprattutto in America, ricevendo molti apprezzamenti in Messico.
Negli Stati Uniti ha ispirato movimenti come gli Hippie e beatnik contribuendo alla creazione del movimento esoterico wicca.